# Mestinje
Mestinje – wieś w Słowenii, w gminie Šmarje pri Jelšah. W 2018 roku liczyła 341 mieszkańców.